# Copyleft
Ne doit pas être confondu avec Logiciel libre.
Le copyleft (🄯), parfois traduit comme gauche d'auteur ou copie laissée, est l'autorisation donnée par l'auteur d'un travail soumis au droit d'auteur (œuvre d'art, texte, programme informatique ou autre) d'utiliser, d'étudier, de modifier et de diffuser son œuvre, dans la mesure où cette même autorisation reste préservée.
Le concept de copyleft a été introduit au cours des années 1970 pour désigner certaines licences de propriété intellectuelle dont notamment la GPL. En choisissant celles-ci l'auteur refuse que l'évolution possible de son travail soit accompagnée de restrictions du droit à la copie, à l'étude, ou modification. Les nouveaux contributeurs apportant une modification (correction, ajout, réutilisation, etc.) sont contraints de redistribuer ses propres contributions avec les mêmes libertés que l'original. Autrement dit, les nouvelles créations réalisées à partir d'œuvres sous copyleft héritent de fait de ce statut de copyleft: ainsi, ce type de licence permet un partage de la création ou de la connaissance, comme bien commun, qui permet aux œuvres culturelles d'être développées librement.

## Jeu de mots et traductions
Le terme « copyleft » est un jeu de mots construit par opposition au terme « copyright ». Dans sa structure apparente, il joue sur l'opposition droite/gauche (right/left). Dans cette construction, left ne fait pas référence au prétérit de leave (laisser, abandonner) ; c'est une référence à l'image en miroir de right (droit ou droite). Le copyleft est un moyen de se servir du copyright de l’œuvre ; cela ne signifie pas d'abandonner le copyright. En réalité, faire cela rendrait le copyleft impossible.
L'idée suggérée par « copyleft » est de « laisser copier », en opposition avec « copyright » (droit de reproduction/d'auteur). Il est tantôt traduit en français par « gauche d'auteur » (par le projet GNU et la FSF) par opposition à droit d'auteur, mais en perdant alors la notion de copie autorisée ; tantôt aussi par « copie laissée » dans le sens : « droits de reproduction autorisée »
Le droit légal à la copie privée explicitement autorisé par le copyleft, même dans le cas d'œuvres soumises aux restrictions d'usage relatives au droit d'auteur, alors même que le droit à la copie privée a été considérablement restreint dans le cadre des extensions de traités internationaux soutenus par l'OMPI depuis 1998, mis en œuvre par exemple par la loi DMCA aux États-Unis ou par la directive européenne EUCD transcrite en droit national par la plupart des pays de la zone économique européenne. Cependant la réduction récente des droits d'usage personnel dans le cadre général du copyright n'a pas eu d'effet sur le copyleft qui permet explicitement cet usage.
Une telle réduction est même interdite pour les licences copyleft correspondantes mises à jour depuis 1998, notamment après l'introduction de directives internationales comme l'EUDC ou de lois nationales comme la DMCA ou la DADVSI en France; cette protection offerte par le copyleft y compris pour les œuvres dérivées qui, pour certaines mises à jour pour en tenir compte explicitement, préviennent l'application d'autres restrictions liées aux « droits voisins », comme ceux relatifs aux brevets ou au droit ad hoc des bases de données, qui se sont également étendus juridiquement sur le « domaine public » de plus en plus menacé (qui ne dispose plus d'une protection suffisante) et qui ont pu même s'y étendre de façon rétroactive dans certaines juridictions, en absence de licence explicite, en permettant même une réappropriation par des tiers des droits d'usage, de dérivation et de distribution et des droits à la copie privée.

## Fondements
« L'idée centrale du copyleft est de donner à quiconque la permission d'exécuter le programme, de le copier, de le modifier, et d'en distribuer des versions modifiées - mais pas la permission d'ajouter des restrictions de son cru. C'est ainsi que les libertés cruciales qui définissent le logiciel libre sont garanties pour quiconque en possède une copie ; elles deviennent des droits inaliénables. »
— Richard Stallman
Le copyleft est un terme de Don Hopkins largement popularisé à partir de 1984 par Richard Stallman dans le cadre du projet GNU notamment par la création de la Free Software Foundation en 1985 et de la licence GPL publiée en 1989. Tiré de Le Projet GNU par Richard Stallman :

« En 1984 ou 1985, Don Hopkins (dont l'imagination était sans borne) m'a envoyé une lettre. Il avait écrit sur l'enveloppe plusieurs phrases amusantes, et notamment celle-ci : "Copyleft - all rights reversed" [« couvert par le gauche d'auteur, tous droits renversés »]. J'ai utilisé le mot copyleft pour donner un nom au concept de distribution que je développais alors. »

Le concept de copyleft symbolise en ce sens l'esprit créatif et moqueur de la culture hacker du MIT, à laquelle adhère Stallman.
Le caractère copyleft (🄯) a été ajouté au standard Unicode le 5 juin 2018 au titre de la version 11.0. Il a pour code U+1F12F.

### Contexte d'émergence de la pensée du copyleft
Dans le dernier quart du XXe siècle, les idées relatives aux droits des biens immatériels sont remises en question et le terme de propriété intellectuelle apparaît. Ainsi, au début des années 1980, les premiers brevets concernant les logiciels sont acceptés aux États-Unis. Dans un phénomène de coévolution, le mouvement du copyleft émerge et crée la première licence généraliste : GNU GPL, avec comme raisonnement « une forme de jujitsu intellectuelle, destinée à retourner le système légal mis en place par ceux-là mêmes qui souhaitaient retenir pour eux seuls les biens logiciels » selon les dires de Richard Stallman.
Richard Stallman rejette le terme « propriété intellectuelle » comme inadéquat, et parle plutôt de « privilèges exclusifs » qui ne sont donc pas des droits et doivent être considérés en rapport à leur utilité sociale. Or, il dénonce l'appropriation privative du code comme diminuant grandement l'utilité sociale. En effet, il considère que le public cible des logiciels sont les programmeurs, qui vont eux-mêmes contribuer à la création en modifiant ce qui existe. De plus, les programmeurs travaillant en communauté, la privatisation nuit au partage et à la collaboration. Ceci peut être apparenté aux cas concrets étudiés par Elinor Ostrom, où la propriété privée est un mode de gestion sous-optimal. L'idée du copyleft, comme construction d'une solution alternative au copyright, a aidé James Boyle et Lawrence Lessig à la création des licences Creative Commons.
Cette solution alternative au copyright utilise elle-même le copyright en l'amenant vers l'inclusion du public au droit « d’accéder au bien, d’en user, d’en tirer parti et bénéfice, voire de le modifier et de l’enrichir… », qui engendre avec lui un domaine public inviolable et crée un cercle vertueux de son contenu. Stallman explique : « Pour rendre un programme copyleft, nous le déclarons copyright, puis nous ajoutons une clause de distribution, ce qui est un outil légal qui donne la possibilité à tout le monde d'utiliser, modifier et redistribuer le code source du programme ou tout programme dérivé de celui-ci, mais seulement si les termes de distributions restent inchangés. »,.

### La base juridique
En matière juridique, le fondement du copyleft est le droit des contrats : la licence est un contrat unilatéral qui respecte les exigences légales de la propriété intellectuelle. Cette licence fait alors office de loi entre les parties.
La licence libre la plus connue utilisant le copyleft est la licence publique générale GNU mais il existe aussi d'autres licences, spécifiquement créées pour certains domaines très divers (art, jeu de rôle, revue scientifique, etc.), qui peuvent être considérées comme des « licences copyleft ».
Toutes les licences de logiciel libre ne sont pas basées sur le principe du copyleft. Certaines permettent d'employer la création de base en appliquant d'autres conditions sur les modifications (qui peuvent être propriétaires). Ces licences sont dites permissives car elles permettent d'éditer le logiciel dérivé sous une autre licence, voire une licence propriétaire. À l'inverse, les critiques des licences libres non-copyleft considèrent que ces licences sont un risque pour la liberté logicielle, dans la mesure où elles permettent à un développeur de ne pas partager le code modifiant le code libre initial. La licence libre non-copyleft la plus connue est la licence BSD et ses dérivées.

## Régime juridique

Logo du projet GNU.

En droit du copyright, un auteur peut renoncer à l'ensemble de ses droits et faire entrer ses œuvres dans le domaine public où elles pourront être utilisées librement par tous. En droit d'auteur, l'auteur peut renoncer à ses droits patrimoniaux, mais pas à son droit moral. Il lui est possible d'accepter par avance que son œuvre soit modifiée pour les besoins du libre usage. Il ne peut toutefois renoncer de manière préalable et générale à son droit au respect, et pourra ainsi interdire toute utilisation qui lui causerait un dommage. Juridiquement, cette renonciation s'analyse en un don à public indéterminé.
L'auteur peut également permettre à tous de reproduire, modifier et diffuser librement sa création, sous réserve de conditions stipulées dans un contrat de licence. Dans la mesure où l'auteur n'a pas renoncé à ses droits, les modifications de sa création, qui constituent une œuvre dérivée, nécessitent son autorisation. L’auteur détermine ainsi les utilisations permises ou interdites, comme la possibilité d'utiliser l'œuvre à des fins commerciales. Si les termes de la licence ne sont pas respectés, celle-ci est résolue et l'usage de l'œuvre peut être qualifié de contrefaçon. Certaines licences libres, comme la licence BSD, permettent une appropriation privative des œuvres issues des modifications de l'utilisateur. D'autres licences, comme la licence publique générale GNU ou certaines licences Creative Commons exigent que les œuvres dérivées héritent des conditions d'utilisation de l'œuvre originaire. Alors que la mise en œuvre classique du droit d’auteur garantit un monopole d'exploitation au titulaire et à ses ayants droit, les licences de type GPL visent à empêcher toute appropriation individuelle de l’œuvre. Chaque personne qui fait des modifications ne peut rediffuser l'œuvre dérivée que si elle est soumise aux mêmes conditions. Dans le cas contraire, la personne commet un acte de contrefaçon en rediffusant l'œuvre sans autorisation. Si elle le fait, l'œuvre dérivée ne se retrouve cependant pas automatiquement sous licence libre. Son auteur conserve tous ses droits et l’auteur de l’œuvre originale ne peut que demander à la justice de faire cesser la diffusion ou tenter d'obtenir des dommages-intérêts. En droit copyleft, un auteur renonce définitivement à l’ensemble de ses droits patrimoniaux exclusifs en tant qu’auteur (à l’exception des droits de paternité de l’œuvre originale et des œuvres dérivées, ainsi que de ses obligations et droits moraux personnels, inappropriables et incessibles en droit français) ; l’hérédité de la licence copyleft empêche théoriquement toute réappropriation privée, y compris pour une œuvre dérivée, contrairement par exemple aux marques commerciales qui tombent dans le domaine public ou aux œuvres sous licences Creative Commons CC0 ou CC-BY.

## Copyleft fort / Copyleft standard
On parle de « copyleft fort » lorsque les redistributions du logiciel ou de l'œuvre en question, modifiés ou non, ainsi que de tous les composants ajoutés, ne peuvent se faire que sous la licence initiale.
On parle de « copyleft faible/standard » lorsque les redistributions du logiciel ou de l'œuvre en question, modifiés ou non, se font sous la licence initiale mais que de nouveaux composants peuvent être ajoutés sous d'autres licences voire sous des licences propriétaires.

## Licence virale
La licence virale est un terme péjoratif utilisé pour décrire par analogie avec un virus qui se propage en contaminant d'autre cellules pour se reproduire, une licence de logiciel qui autorise des travaux dérivés uniquement lorsque ces derniers sont sous la même licence que l'original, autrement dit une licence « à réciprocité »,,,, ou « copyleft ».
Née dans le monde des logiciels libres et en code source ouvert, cette expression a d'abord été utilisée dans des discussions en anglais sous la forme viral licence pour qualifier la licence de logiciel libre GNU GPL,,,,,.
Par la suite l'expression a notamment été reprise par Microsoft, par l'intermédiaire de son vice-président de l’époque Craig Mundie qui l’a employée dans des formules comme « This viral aspect of the GPL poses a threat to the intellectual property of any organization making use of it. », en français : « Cet aspect viral de la GPL constitue une menace pour la propriété intellectuelle de toute organisation qui en ferait usage », en particulier pour qualifier le copyleft qui avait pour but que du code d'un logiciel libre soit utilisable dans un autre logiciel à condition qu'il soit lui aussi diffusé avec la licence GPL ou une licence compatible, pour préserver le caractère libre du logiciel. Dans le monde du logiciel libre, les licences dites libres se divisent entre licences qui ont une clause copyleft et celles qui n'en ont pas, et qui sont parfois qualifiées de permissives. Dans un autre contexte mais avec une idée similaire, Steve Ballmer, qui deviendra PDG de Microsoft, a comparé de manière virulente la licence GPL à un cancer qui s'étend à tous les logiciels qui utilisent du code sous cette licence, en voulant établir que cette licence était incompatible avec le commerce du logiciel, littéralement « a cancer that attaches itself in an intellectual property sense to everything it touches ».
Pourtant l'aspect viral peut être également opposé aux nouveaux concepts introduits par l'OMPI pour lesquels plupart des pays du monde ont adhéré. Ils les ont alors introduits et mis en œuvre dans le cadre de nouvelles lois sur des droits voisins sous la nouvelle terminologie étendue de propriété intellectuelle (comme les brevets détournés de leur usage premier et le droit sui generis relatif aux bases de données) et de nouvelles restrictions imposées (parfois rétroactivement dans certaines juridictions) au domaine public. Celui-ci n'est alors plus protégé de façon suffisante et inaliénable contre les réappropriations par des tiers.
Le copyleft permet au contraire de prévenir cela en utilisant la base juridique du copyright avec des licences explicites et des mises à jour tenant compte de l'effet des droits voisins. C'est le cas par exemple des mises à jour des licences GNU ou Creative Commons, avec une mise-à-jour de l'accord de licence concédé par les auteurs (ainsi que leurs versions ultérieures). Cela permet de protéger autant les auteurs légitimes (dans le cadre des licences originellement concédées) que les utilisateurs finaux, distributeurs, modificateurs, adaptateurs et réutilisateurs des œuvres originales ou dérivées.
Cela protège également les ayants droit, notamment pour le « dépôt légal » nécessaire à la protection juridique effective du copyright, des brevets et de certaines bases de données couvertes par une législation ou une règlementation particulière, en particulier en termes de protection partielle de la confidentialité des données personnelles.
La conséquence de la mise en place des traités internationaux et les lois d'extension est la protection non pas les consommateurs abusés et des utilisateurs, mais de ces seuls ayants droit. Cela leur permet de conserver les copies originales juridiquement opposables à tout moment et librement accessible par les seuls auteurs et détenteurs des droits originaux protégés par le copyright, les brevets déposés et les bases de données règlementaires autorisées ou parfois imposées par la loi, ainsi que par d’autres défenseurs de leurs droits et de leur choix pour leurs recours juridiques en cas de litiges.

## Licences en copyleft

Icône de la licence Creative Commons Partage dans les Mêmes Conditions.

- Licence CeCILL, pour CEA CNRS INRIA Logiciel Libre, une licence libre française ;
- Design Science License (DSL) ;
- Licence de documentation libre GNU (GFDL) ;
- Licence publique générale GNU (GNU GPL) ;
- Licence Creative Commons (CC-BY-SA) ;
- Licence Art Libre (LAL) ;
- Mozilla Public License (MPL) ;
- Open Database License (ODbL) ;
- Open Software License (OSL) ;
- SIL Open Font License (OFL) pour les fontes de caractères unicode libres.

Davantage de licences libres sur Wikimedia Commons.

### Note
1. ↑  Articles L 113-2 alinéa 2 et L 113-4 du code de la propriété intellectuelle. Jurisprudence cour de cassation, 1re chambre civile du 22 juin 1959 « L'auteur de l'œuvre première et l'auteur de l'œuvre composite ont des droits concurrents ».

### Citations originales
1. ↑  (en) « To copyleft a program we first state that it is copyrighted; then we add distribution terms which are a legal instrument that gives every one the rights to use, modify, and redistribute the programs code or any program delivered from it, but only if the distribution terms are unchanged »